# Claudio Williman

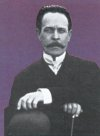
Claudio Williman

Claudio Antolín Williman González (* 10. Oktober 1861 in Montevideo; † 9. Februar 1934 ebenda) war ein uruguayischer Rechtsanwalt und Politiker.
Er war vom 1. März 1907 bis zum 1. März 1911 Staatspräsident Uruguays.
Die Politik Claudio Willimans folgte weitgehend der seines Vorgängers José Batlle y Ordóñez, der auch wieder sein Nachfolger wurde. Nach seiner Präsidentschaft kehrte er zurück in den Senat und wurde 1915 Direktor der Nationalbank.